# IC 2431
IC 2431 est un petit groupe de galaxies relativement lointain et situé dans la constellation du Cancer. Sa vitesse par rapport au fond diffus cosmologique est de 15 191 ± 36 km/s, ce qui correspond à une distance de Hubble de 224,1 ± 15,7 Mpc (∼731 millions d'al). IC 2431 a été découvert par l'astronome français Stéphane Javelle en 1896.
IC 2431 est composé d'un triplet de galaxies, parfois mentionné comme étant un quartet. L'image du relevé SDSS et celle du télescope spatial Hubble montrent que les trois galaxies sont en interaction gravitationnelle.

IC 2431 figure dans le catalogue de galaxies de Markarian sous la cote MRK 1224 (MK 1224).

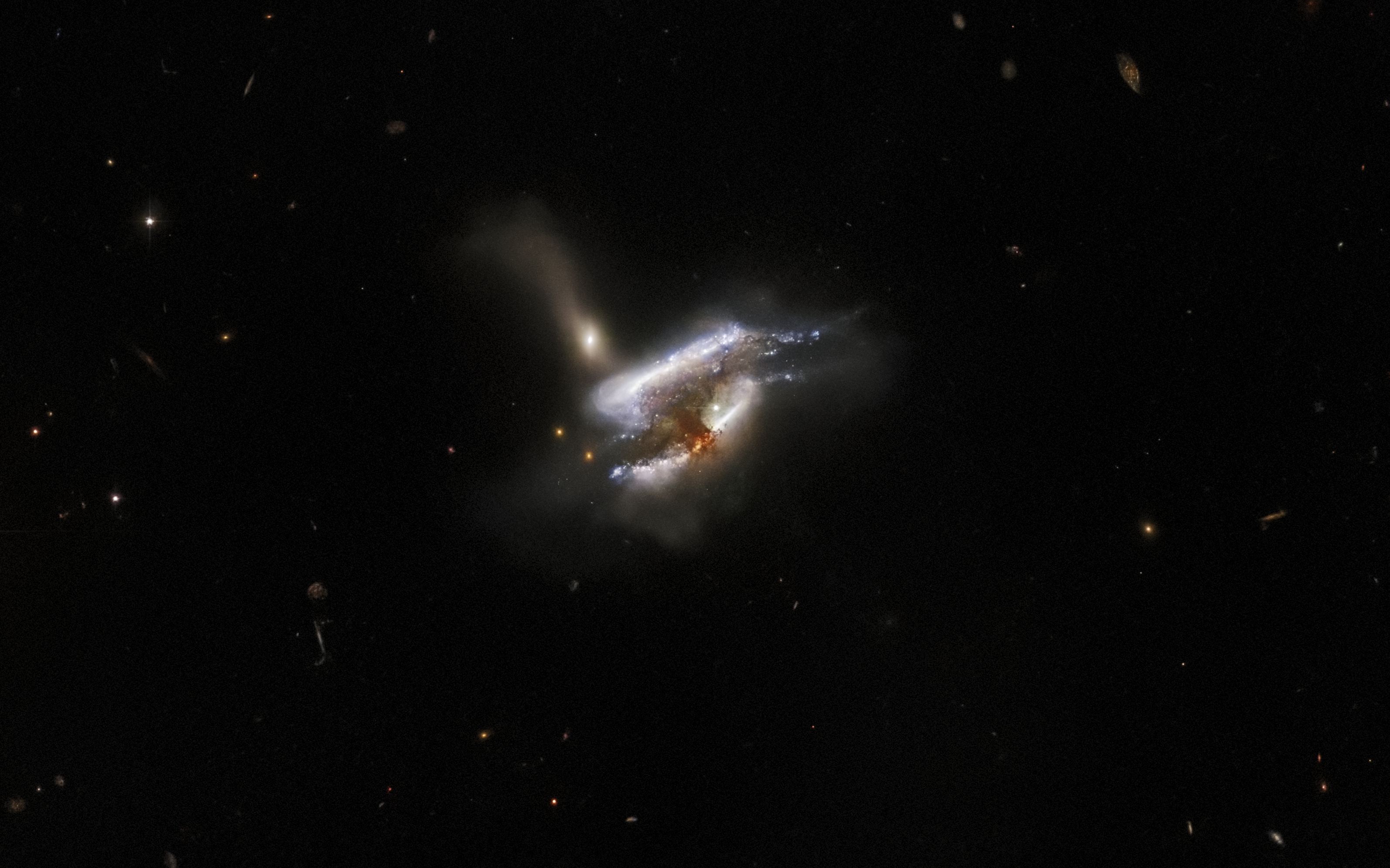
IC 2431 par le télescope spatial Hubble.